# 남광명 분기점
남광명 분기점(南光明分岐點, S.Gwangmyeong Junction, 남광명JC)은 경기도 광명시 가학동에 설치된 평택파주고속도로와 평택파주고속도로 남광명 ~ 성채/소하 구간이 만나는 분기점이자 평택파주고속도로 남광명 ~ 성채/소하 구간의 기점이다. 2008년 고속도로 계획 당시에는 가학 분기점이라는 가칭으로 불렸다.

## 연혁
- 2011년 3월 21일 : 분기점 신설을 위해 광명시 도시계획시설 교통광장에 가학동 일원을 고시[2]
- 2016년 4월 29일 : 수원문산고속도로 수원 ~ 광명 구간 개통과 함께 영업 개시[3]

## 구조물 정보
- 위치 : 경기도 광명시 가학동

## 접속하는 노선

### 평택・파주방면
- 평택파주고속도로 (5번)

### 소하방면
- 평택파주고속도로 남광명 ~ 성채/소하 구간 (5번)